# Pratteln
Pratteln (gsw. Brattele) – gmina (niem. Einwohnergemeinde) w północnej Szwajcarii, w kantonie Bazylea-Okręg, w okręgu Liestal. 31 grudnia 2020 roku liczyła 16 606 mieszkańców.